# Violeta viene a nacer
Violeta viene a nacer es una adaptación teatral del libro "Y ahora, la resucitada de la violenta Violeta" del escritor y periodista argentino Rodolfo Braceli, basada en la biografía de la cantante popular chilena Violeta Parra llevada a escena por la prestigiosa actriz argentina Virginia Lago entre los años 1993 y 1994.

## Argumento
Con el espíritu del teatro independiente la obra narra la vida de Violeta Parra recreada en un circo, en un ámbito escénico donde se mezcla el realismo mágico, sus éxitos como cantautora y su terrible y dolorosa realidad. El personaje recorre la obra encontrándose con sus entrañables amigos Gilbert Favre, Pablo Neruda, Víctor Jara, su hija Rosita Clara fallecida tempranamente y los fantasmas que la llevaron irremediablemente al suicidio.

## Dirección
La adaptación teatral es de Rubens W. Correa, Javier Margulis y Rodolfo Braceli. La dirección y puesta en escena estuvo a cargo de Rubens W. Correa y Javier Margulis, los arreglos musicales son de Marcelo Álvarez, la escenografía es de Alberto Negrín, la asistencia de dirección es de Patricia Blanco y la producción ejecutiva es de Dora A. Lago y María de las Mercedes Hernando.

## Elenco
El elenco estuvo conformado por Gabriel Rovito, Claudio Garófalo, Fabiana García Lago, Osvaldo González, Paula Llewellyn y Marcelo Álvarez.

## Teatros
Sala "Roberto Arlt" del "Paseo La Plaza" y Teatro "Lorange" (1993 a 1994).

## Obra
- Vídeo de la obra "Violeta viene a nacer".